# Carles Sans
Carles Sans López (Barcelona, 25 de maio de 1975) é um ex-jogador de polo aquático espanhol, campeão olímpico.

## Carreira
Carles Sans fez parte da geração de ouro do polo aquático espanhol, que conquistou o ouro em Atlanta, 1996.